# Pine Haven
Pine Haven è un centro abitato (town) degli Stati Uniti d'America, situato nella Contea di Crook dello Stato del Wyoming. Nel censimento del 2000 la popolazione era di 222 abitanti.

## Geografia fisica
Secondo i rilevamenti dell'United States Census Bureau, la località di Pine Haven si estende su una superficie di 3,4 km², tutti occupati da terre.

## Popolazione
Secondo il censimento del 2000, a Pine Haven vivevano 222 persone, ed erano presenti 68 gruppi familiari. La densità di popolazione era di 65,5 ab./km². Nel territorio comunale si trovavano 157 unità edificate. Per quanto riguarda la composizione etnica degli abitanti, il 96,40% era bianco, l'1,80% era nativo e l'1,80% apparteneva a due o più razze.
Per quanto riguarda la suddivisione della popolazione in fasce d'età, il 17,6% era al di sotto dei 18, il 2,7% fra i 18 e i 24, il 21,6% fra i 25 e i 44, il 43,7% fra i 45 e i 64, mentre infine il 14,4% era al di sopra dei 65 anni di età. L'età media della popolazione era di 47 anni. Per ogni 100 donne residenti vivevano 107,5 maschi.